# 430 v. Chr.
Portal Geschichte | Portal Biografien | Aktuelle Ereignisse | Jahreskalender | Tagesartikel

◄ |
6. Jahrhundert v. Chr. |
5. Jahrhundert v. Chr. |
4. Jahrhundert v. Chr. |
►

◄ | 450er v. Chr. | 440er v. Chr. | 430er v. Chr. | 420er v. Chr. |
410er v. Chr. |
►

◄◄ | ◄ | 433 v. Chr. | 432 v. Chr. | 431 v. Chr. | 430 v. Chr. |
429 v. Chr. |
428 v. Chr. |
427 v. Chr. |
► |
►►

## Ereignisse

### Politik und Weltgeschehen

#### Griechenland
- Anfang Juni: Die Truppen Spartas fallen zum zweiten Mal für vierzig Tage in Attika ein. Archidamos II. befiehlt den Soldaten, während der Plündereien die Güter des Perikles zu verschonen.
- Ende Juni: Die von Perikles kommandierte Flotte Athens, bestehend aus 100 Schiffen, verwüstet den Osten der Argolis (Epidauros, Troizen, Hermionē, Halieis), kann aber das an der Küste Lakoniens gelegene Epidauros Limera nicht einnehmen.
- Perikles wird angeklagt und verliert zwischenzeitlich sein Amt als Strategos, wird aber später wieder eingesetzt.
- Winter: Athen beginnt die Belagerung von Potidea im Peloponnesischen Krieg.
- In Epirus Herrschaftsbeginn von König Tharyps (430–385 v. Chr.)

#### Römische Republik
- 4. November: In Rom treten Lucius Papirius Crassus und Lucius Iulius Iullus ihr Konsulat an.
- Die Römische Republik schließt mit den bei der Schlacht am Berg Algidus unterlegenen Aequern und Volskern einen achtjährigen Waffenstillstand.[1]

### Kunst und Kultur

#### Bauwerke
- Auf der Akropolis Neubau am Heiligtum des Pandion

### Katastrophen
- Anfang Juni: In Athen bricht die Attische Seuche aus, möglicherweise eine Abart der Pest, der bis 426 v. Chr. etwa ein Viertel der Bevölkerung zum Opfer fällt. Auch Perikles verliert seine beiden Söhne. Perikles selbst erkrankt ebenfalls an der Seuche, erholt sich jedoch später wieder.

## Geboren
- 432/430 v. Chr.: Philistos von Syrakus
- um 430 v. Chr.: Dionysios I. von Syrakus, Tyrann von Syrakus
- 430/425 v. Chr.: Xenophon, griechischer Politiker, Feldherr und Schriftsteller

## Gestorben
- Lucius Quinctius Cincinnatus, römischer Politiker
- Melissos, griechischer Philosoph und Flottenbefehlshaber

- um 430 v. Chr.: Zenon von Elea, griechischer Philosoph
- 430/420 v. Chr.: Phidias, griechischer Bildhauer